# Melissa Mayfield
Melissa Mayfield (conocida como Mindee Mayfield; Northville) es una deportista estadounidense que compitió en ciclismo en la modalidad de pista, especialista en la prueba de persecución individual.
Ganó dos medallas de bronce en el Campeonato Mundial de Ciclismo en Pista, en los años 1987 y 1988.

## Medallero internacional
| Campeonato Mundial | Campeonato Mundial | Campeonato Mundial | Campeonato Mundial     |
| Año                | Lugar              | Medalla            | Competición            |
| ------------------ | ------------------ | ------------------ | ---------------------- |
| 1987               | Viena (Austria)    | Medalla de bronce  | Persecución individual |
| 1988               | Gante (Bélgica)    | Medalla de bronce  | Persecución individual |